# Base Aeronaval Ezeiza
La Base Aeronaval Ezeiza (BAEZ) fue una base aérea de la Armada Argentina.

## Historia
La Armada obtuvo instalaciones en el Aeropuerto Internacional Ministro Pistarini mediante un acuerdo con la Flota Aérea Mercante Argentina. La Base Aeronaval Ezeiza sirvió al Comando de Transportes Aeronavales, denominada después Escuadra Aeronaval N.º 5 (EAN5).
El Estado terrorista del Proceso de Reorganización Nacional implementó a través de la Armada los vuelos de la muerte para eliminar a detenidos desaparecidos. La 1.ª y 2.ª Escuadrilla Aeronaval de Sostén Logístico Móvil con asiento en la BAEZ llevaron a cabo este método de exterminio.
Durante la guerra de las Malvinas de 1982, la Base Aeronaval Ezeiza se ocupó del apoyo logístico a las unidades pertenecientes a la Fuerza Aeronaval N.º 3.
La BAEZ creó y operó la Central Logística Aérea Buenos Aires, que proporcionó apoyo logístico a los elementos de la ARA destinados en el Teatro de Operaciones del Atlántico Sur. Operó hasta después de la rendición contribuyendo en tareas de repliegue.
La Base Aeronaval Ezeiza fue disuelta eventualmente.
Desde 2018 las instalaciones que fueron de la BAEZ pasaron a la Policía de Seguridad Aeroportuaria (PSA) por decisión del gobierno de Mauricio Macri.